# Aufhausen (Mainburg)
Aufhausen ist ein Gemeindeteil der Stadt Mainburg im niederbayerischen Landkreis Kelheim.

## Lage
Das Kirchdorf Aufhausen liegt in der Hallertau etwa zwei Kilometer südlich von Mainburg in der Nähe der Bundesstraße 301.

## Geschichte
Aufhausen war eines der Dörfer, die am 30. April 1436 aus Rache für die Hinrichtung von Agnes Bernauer von ihrem Ehemann Albrecht und dem mit ihm verbündeten Herzog Ludwig von Ingolstadt niedergebrannt wurden, bevor sie am 1. Mai 1436 auch den Markt Mainburg plünderten. Als im Dreißigjährigen Krieg die Pest eingeschleppt wurde, starben an ihr alle männlichen Einwohner Aufhausens bis auf den Mesner.
Nach der Gemeindebildung war das Kirchdorf Aufhausen ein Gemeindeteil der Gemeinde Steinbach, mit der es am 1. Januar 1978 im Zuge der Gebietsreform in Bayern in die Stadt Mainburg eingegliedert wurde.

## Sehenswürdigkeiten
- Filialkirche St. Stephan.  Sie wurde 1786 auf mittelalterlicher Grundlage erbaut. Kirchlich gehört Aufhausen zur Pfarrei Rudelzhausen.

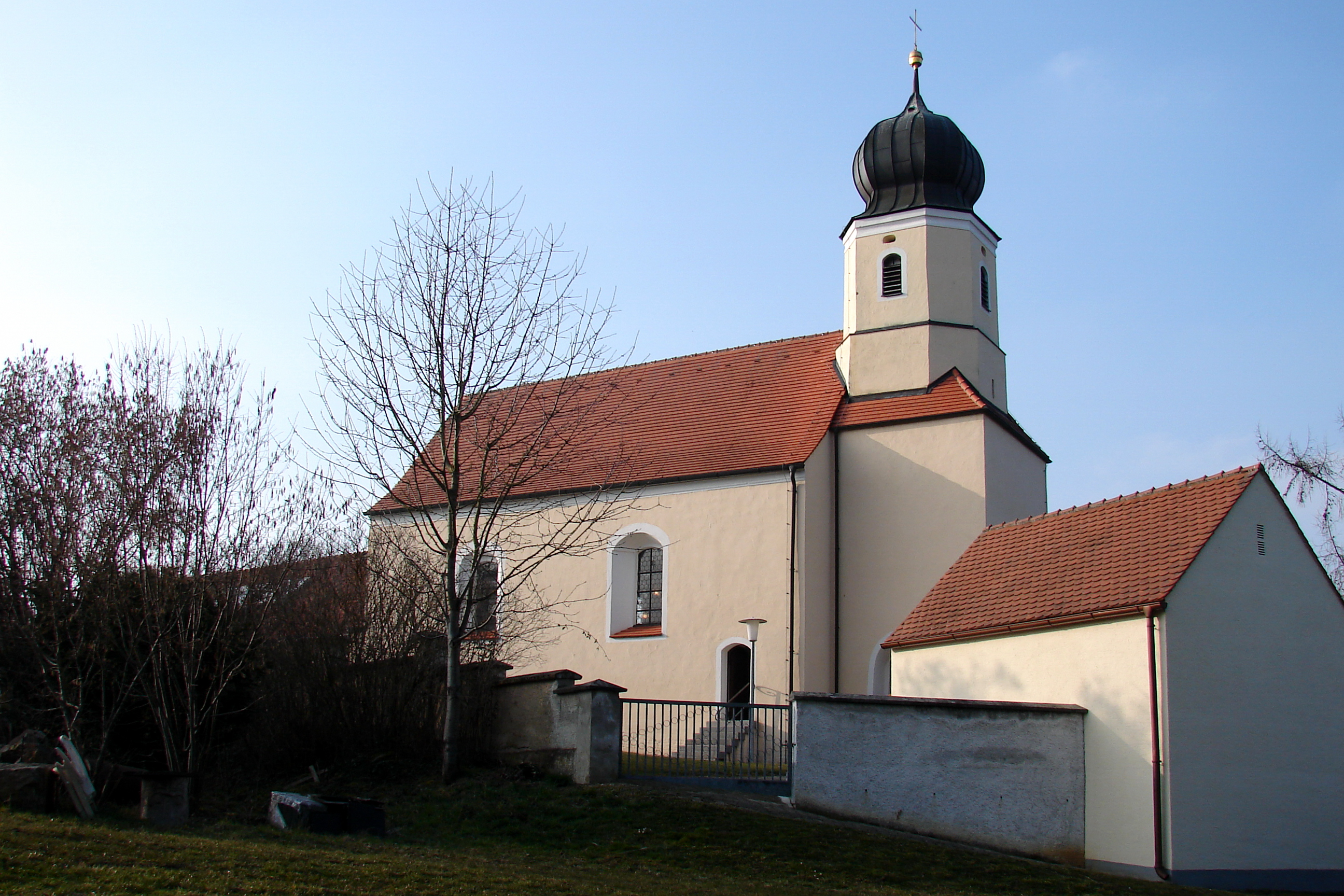
Filialkirche St. Stephan
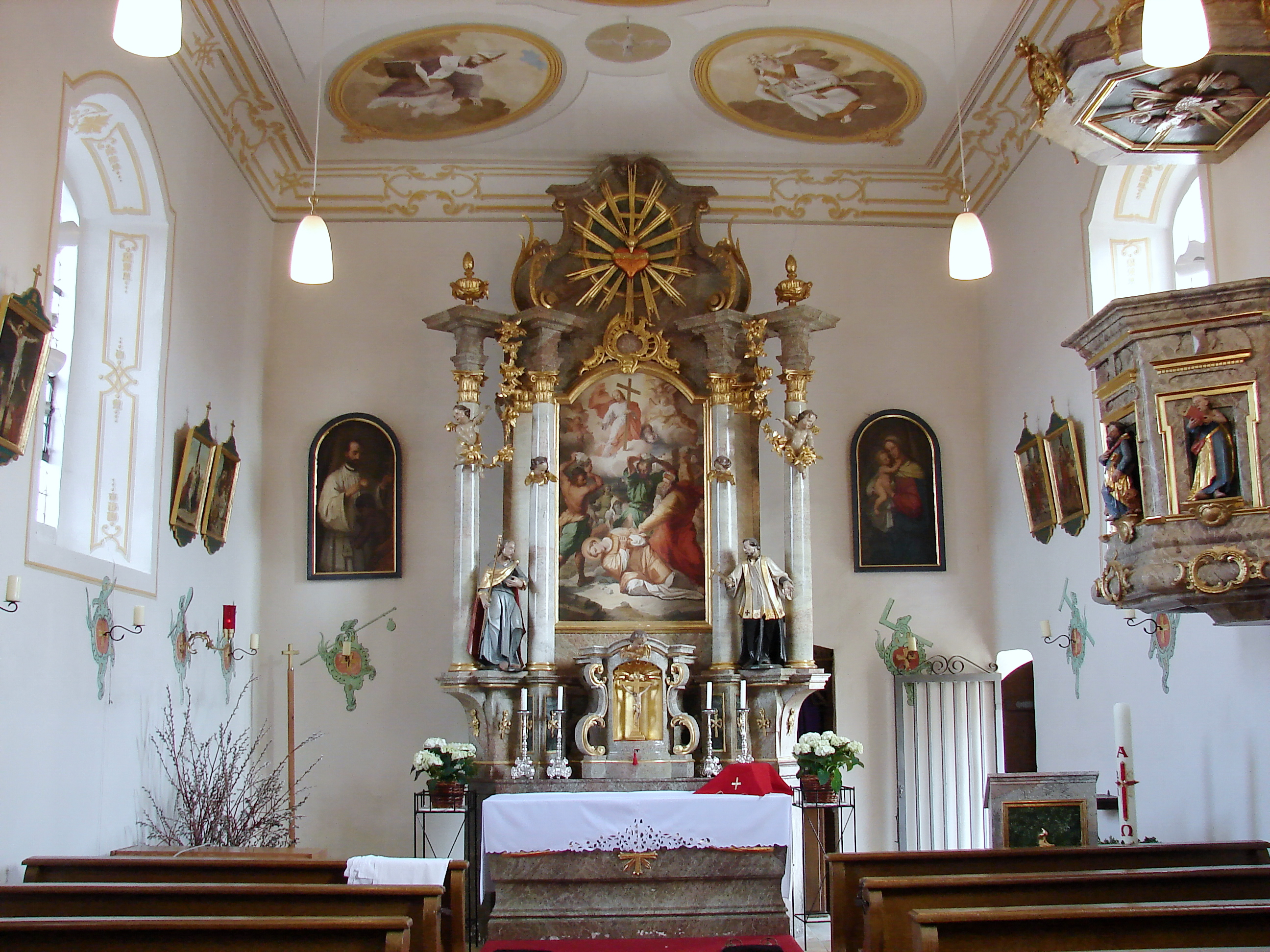
St. Stephan: Innenraum
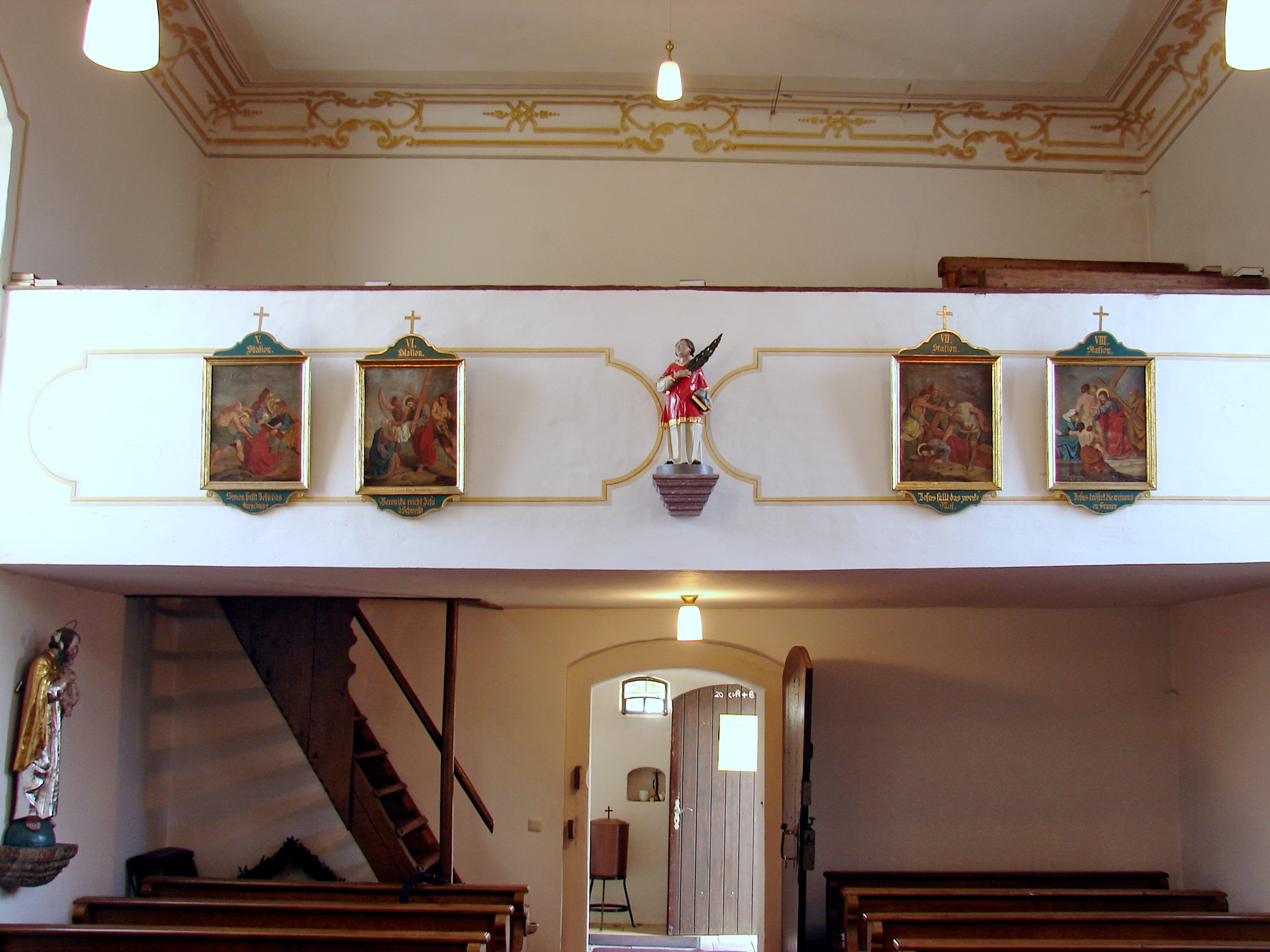
St. Stephan: Empore
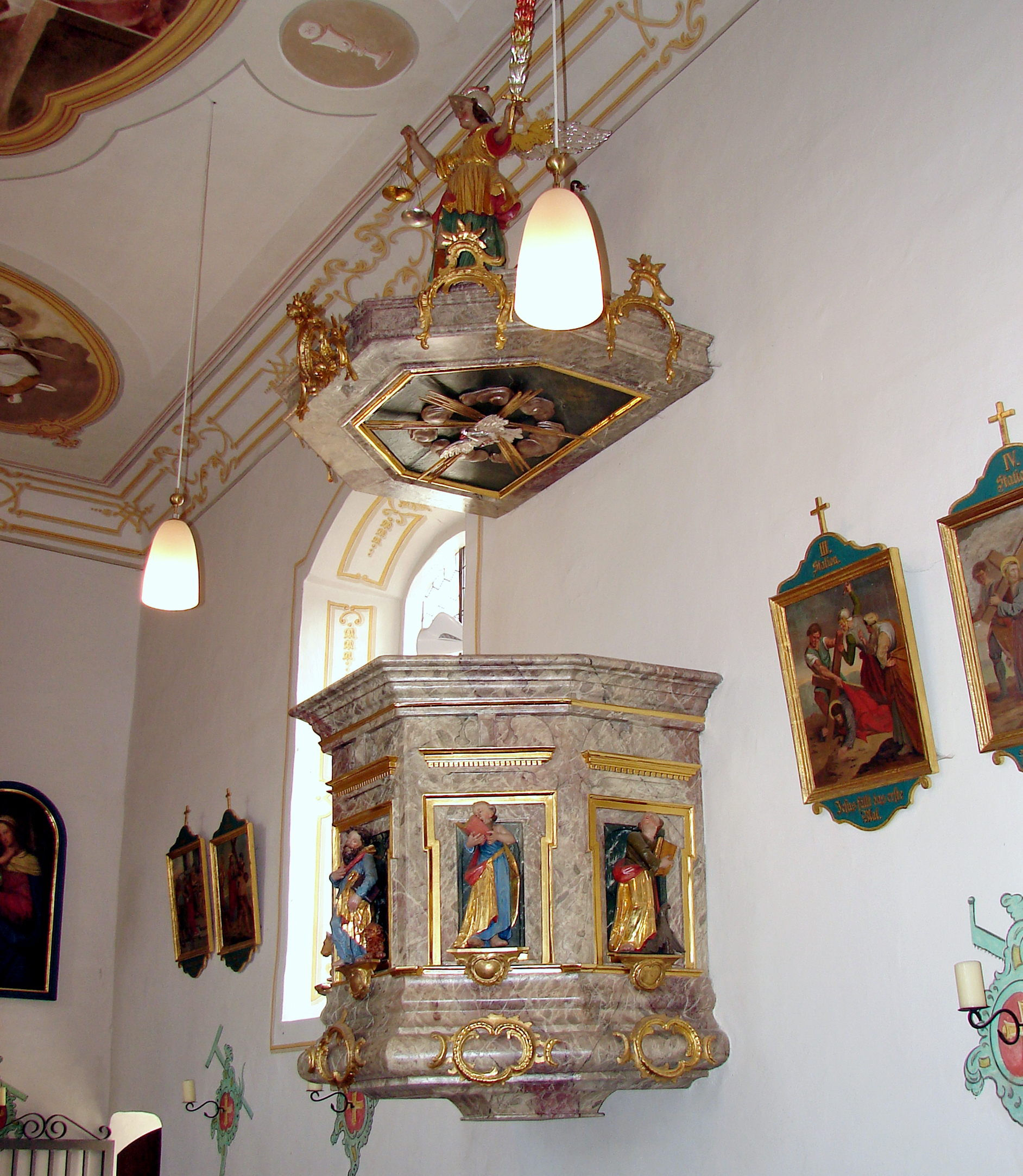
St. Stephan: Kanzel
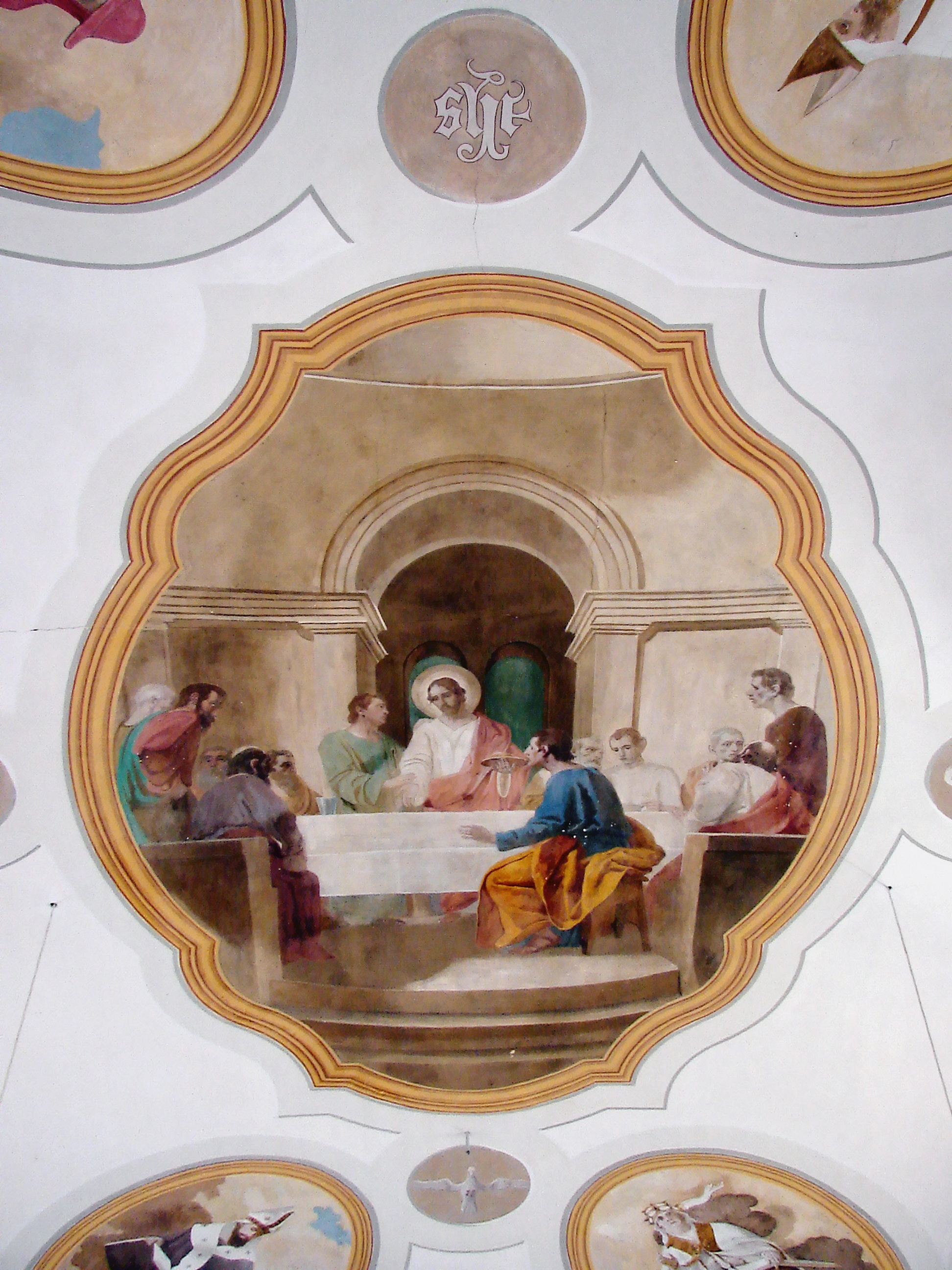
St. Stephan: Deckengemälde

## Vereine
- Frauenbund Puttenhausen/Aufhausen